# باس ينت
باس ينت (بالهولندية: Bas Ent)‏ (28 سبتمبر 1987 بزانستاد في هولندا - ) هو لاعب كرة قدم هولندي في مركز الوسط. شارك مع منتخب هولندا لكرة القدم. أما مع النوادي، فقد لعب مع نادي فولندام وDayton Dutch Lions ‏ وVV Katwijk ‏ وFC Lisse ‏.

## وصلات خارجية
- باس ينت على موقع قاعدة بيانات كرة القدم.إي يو (الإنجليزية)